# Delta (casa discografica)
La Delta, nota anche come Delta Italiana, è una casa discografica italiana, attiva dalla fine degli anni '60 per tutto il decennio successivo.

## Storia
La Delta venne fondata dai produttori discografici Mario Simone e Paolo Dossena, attivi fin dagli anni '60 presso l'RCA Italiana (l'etichetta che si occuperà della distribuzione della Delta).
Si occuparono all'inizio di stampare colonne sonore o incisioni italiane di artisti stranieri; presto però si dedicarono anche alla scoperta di nuovi talenti, facendo debuttare Riccardo Cocciante, avvalendosi della presenza di prestigiosi attori quali Sophia Loren e Marcello Mastroianni e pubblicando alcuni artisti di rock progressivo.
La Delta cessò l'attività alla fine degli anni '70, restando di proprietà di Paolo Dossena che, nel 2014, riprese la gestione del catalogo.

## Dischi
La datazione qui riportata si basa sull'etichetta del disco o sulla copertina; qualora nessuno di questi elementi abbia una datazione, è basata sulla numerazione del catalogo; talora è, infine, basata sul codice della matrice di stampa. Se esistenti, sono riportati, oltre all'anno, il mese e il giorno (quest'ultimo dato si trova, a volte, stampato sul vinile).

### 33 giri
| Numero di catalogo | Anno           | Interprete            | Titoli                                |
| ------------------ | -------------- | --------------------- | ------------------------------------- |
| ZSLD 55016         | Settembre 1970 | Christophe/The Clinic | Quando Il Sole Scotta(colonna sonora) |
| ZSLD 55026         | 1971           | Flea on the Honey     | Flea on the Honey                     |
| ZSLD 55046         | 1971           | Esecutori vari        | Roma bene (colonna sonora)            |
| ZPLDE 34054        | 1978           | Davide Spitaleri      | Thor                                  |

### 45 giri
| Numero di catalogo | Anno | Interprete                                               | Titoli                                             |
| ------------------ | ---- | -------------------------------------------------------- | -------------------------------------------------- |
| ZD 50070           | 1970 | Paul Sebastian                                           | A Chicago/Barbara                                  |
| ZD 50071           | 1970 | Century                                                  | Woudi woudi/Why?                                   |
| ZD 50073           | 1970 | Claude François                                          | Ciao non sarà un addio/Come l'acqua, come il vento |
| ZD 50074           | 1970 | Daniel Younes                                            | Signore mio/Lasciatemi perdere                     |
| ZD 50075           | 1970 | Christophe                                               | Sei mia/La strada del sole                         |
| ZD 50076           | 1970 | The Waranico                                             | Come Tomorrow/Would You Be The Man                 |
| ZD 50077           | 1970 | Roberto Righini                                          | Mondo malato/Non era un sogno                      |
| ZD 50078           | 1970 | The Sunflowers                                           | Tears Of Moon/Red Bird                             |
| ZD 50151           | 1971 | Century                                                  | Jolie jolie secretary miss Annabel/Sound of a G    |
| ZD 50152           | 1971 | Carlo Giuffré e i Sunflowers                             | Dichiarazione d'amore/Red bird                     |
| ZD 50153           | 1971 | Marcello Mastroianni (sul lato A)/Carlo Pes (sul lato B) | Monologo per Anna/Monologo per Anna (strumentale)  |
| ZD 50154           | 1971 | Flea On The Honey                                        | Louise (My Little Ship)/Mother Mary                |
| ZD 50155           | 1971 | Time Machine                                             | Turn Back Time/Bird In The Wind                    |
| ZD 50156           | 1971 | Godfather / Armando Trovajoli                            | Jingles Of My Mind / New Girl                      |
| ZD 50158           | 1971 | Richard Cocciante                                        | Down memory lane/Rhythm                            |
| ZD 50159           | 1971 | Country Lovers                                           | Blue Eggs And Ham/Odds And Ends                    |
| ZD 50160           | 1971 | Sophia Loren con l'Orchestra Armando Trovajoli           | Anyone/There is a star                             |
| ZD 50221           | 1972 | Country Lovers                                           | Run and run/Like a play                            |
| ZBDE 7043          | 1978 | Marco d'Angelo                                           | Sarà quel che sarà/La dolce malattia               |
| ZBDE 7054          | 1978 | Davide Spitaleri                                         | Donna donna/Con rabbia                             |
| ZBDE 7095          | 1978 | Creme Caramel                                            | Discomela/Cuore a cuore                            |
| ZBDE 7111          | 1978 | Roberto Viscarelli                                       | M'ama non m'ama/Gli angeli                         |
| ZBDE 7114          | 1978 | Davide Spitaleri                                         | San Francisco/Dondolando dea                       |
| ZBDE 7145          | 1979 | Roberto Viscarelli e la Schola Cantorum                  | Tata t'amerò/L'uomo nero                           |